# لارس فورستر
لارس فورستر هو دراج سويسري، ولد في 1 أغسطس 1993.

## وصلات خارجية
- الموقع الرسمي
- لارس فورستر على موقع أرشيف الدراجات (الإنجليزية)
- لارس فورستر على موقع إحصائيات الدراجات الإحترافية (الإنجليزية)
- لارس فورستر على موقع MTB Data (الإنجليزية)
- لارس فورستر على موقع اللجنة الأولمبية الدولية (الإنجليزية)
- لارس فورستر على موقع أوليمبيديا (الإنجليزية)